# Magyarország diplomáciai misszióinak listája

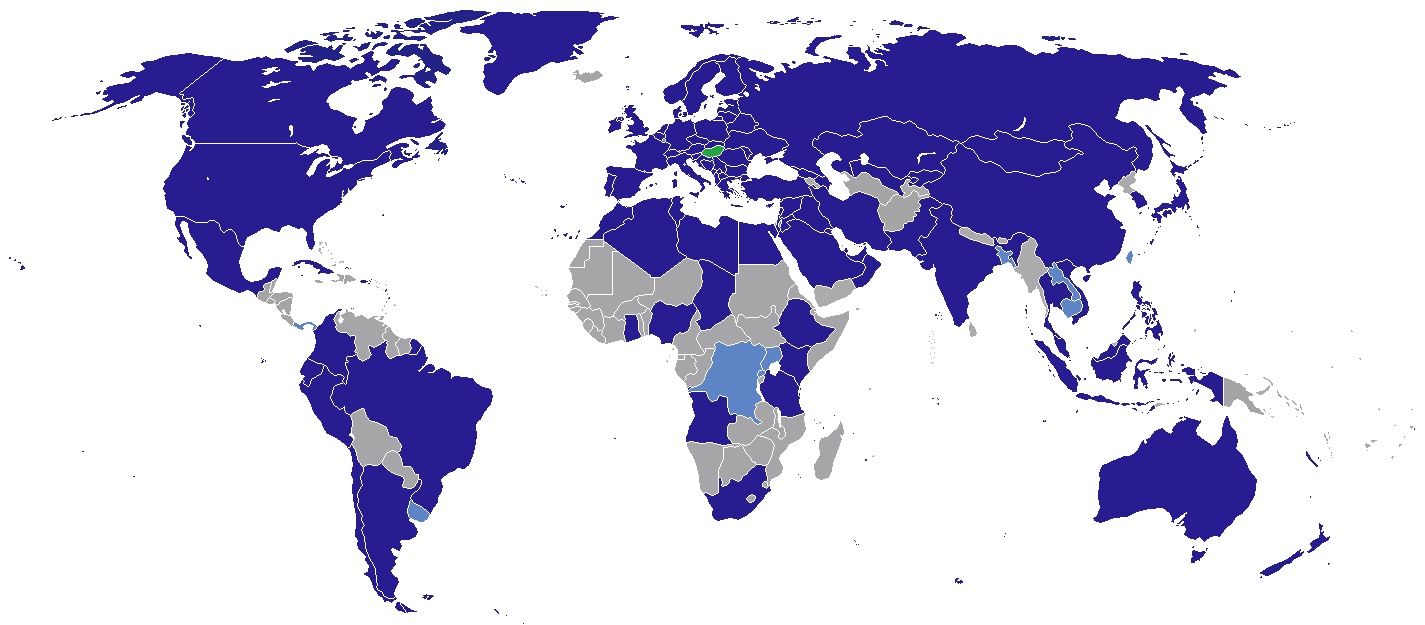
Országok (kékkel), ahol magyar képviselet található

Magyarország diplomáciai misszióinak listája tartalmazza a magyar kormány által nemzetközi szerződések alapján létrehozott nagykövetségeket, követségeket, főkonzulátusokat, konzulátusokat, alkonzulátusokat és képviseleti irodákat. Nem tartalmazza azonban a tiszteletbeli konzulokat. Tartalmazza azokat a reprezentatív képviseleteket is, melyeket Magyarország a nemzetközi szervezetekhez delegált. Amennyiben valamelyik képviseletnek van Wikipédia szócikke, úgy azt jelöljük.
Nagykövetség nyitása egyúttal a két ország kölcsönös elismerését is jelenti, ezért a listában nem szerepel Tajvan (Kínai Köztársaság), ahol pedig 1998 júliusa óta nem hivatalos magyar kereskedelmi iroda is működik.

## Európa

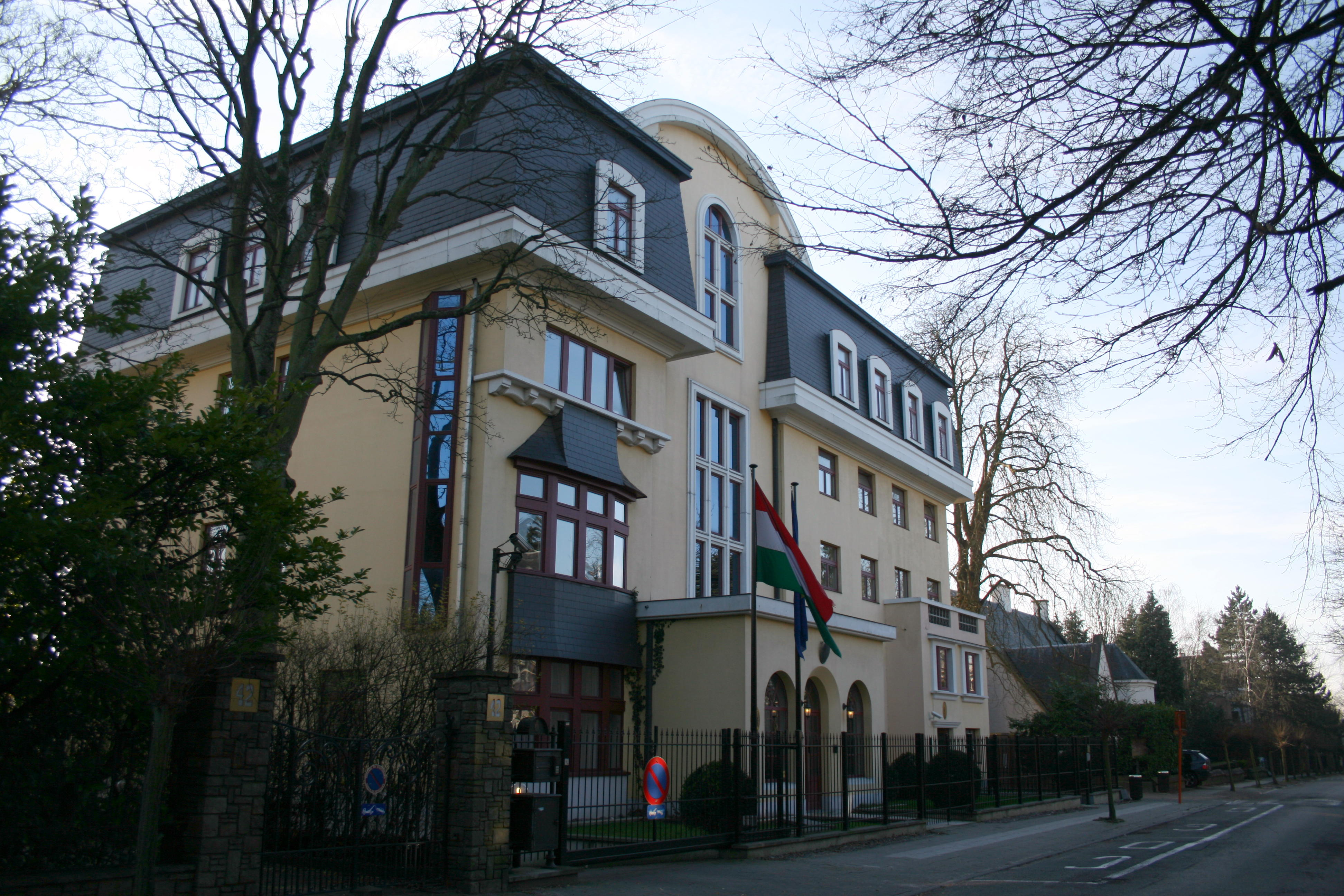
Magyar nagykövetség, Brüsszel

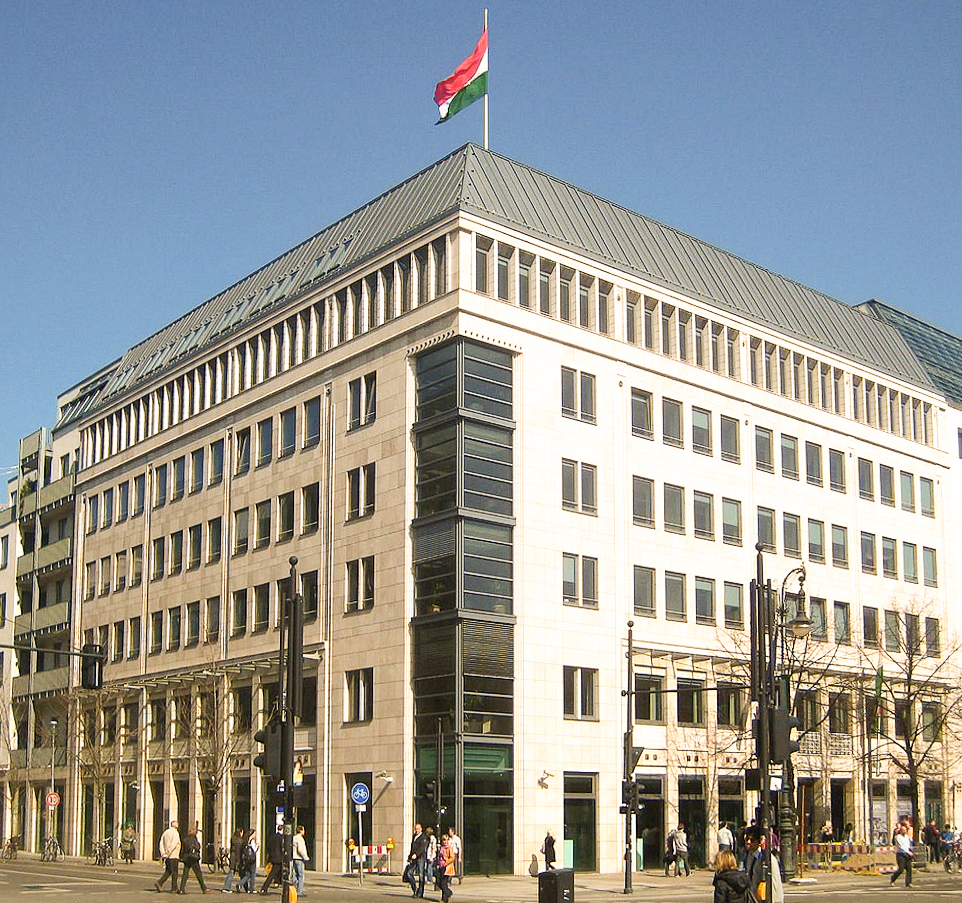
Magyarország berlini nagykövetsége

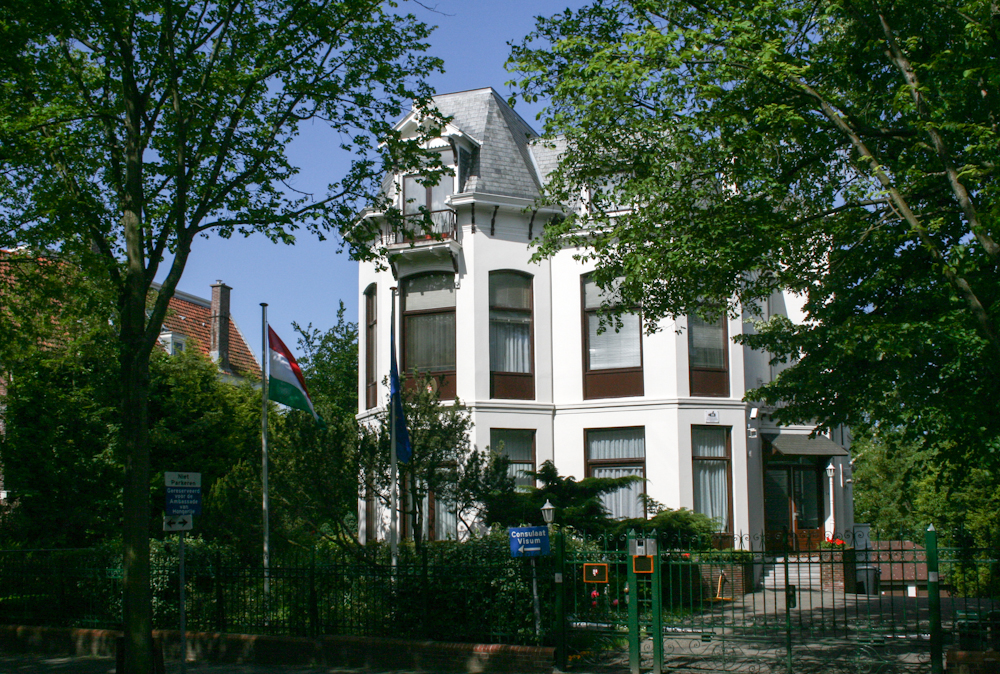
Magyarország hágai nagykövetsége

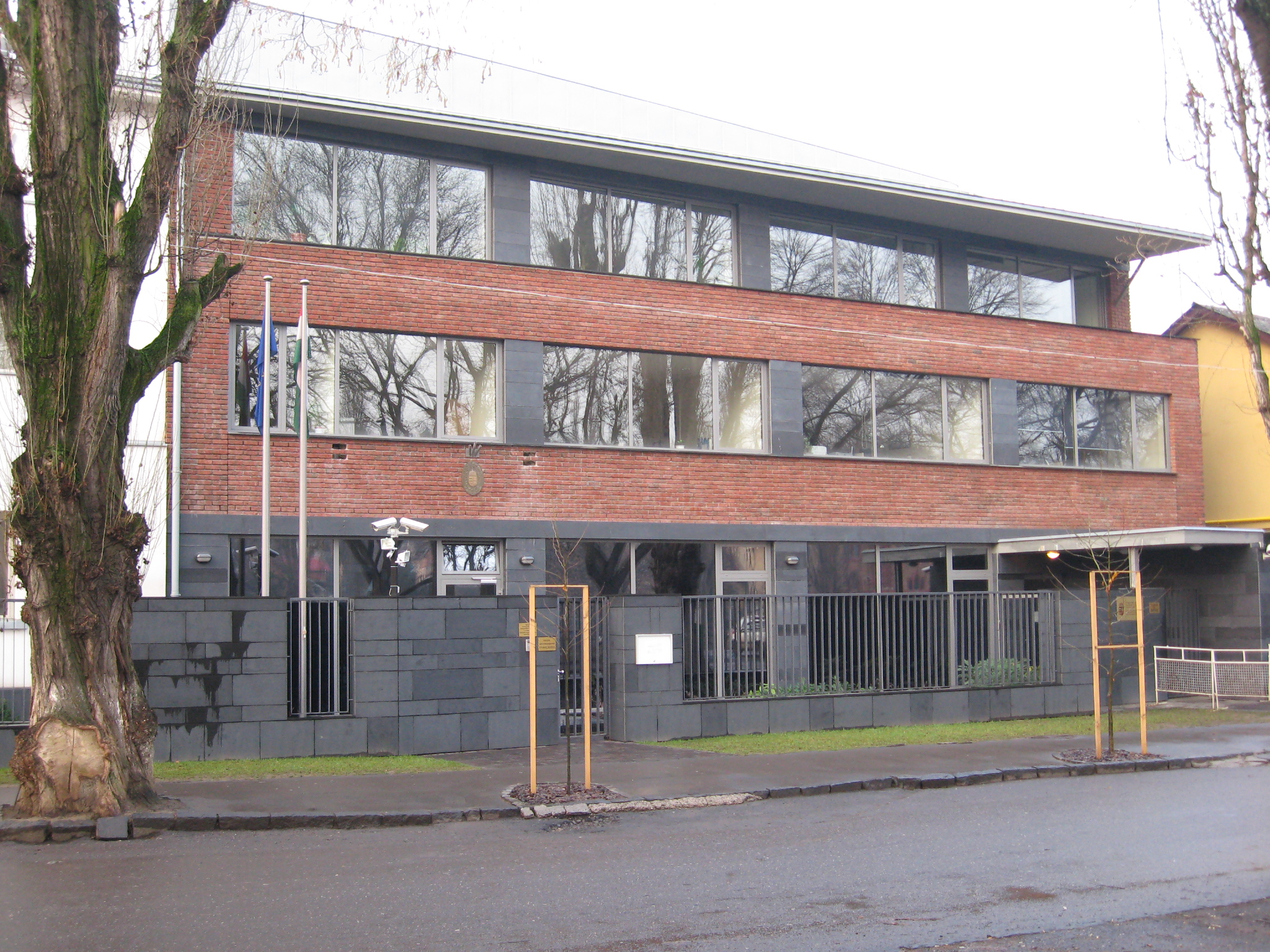
Magyarország ungvári főkonzulátusa

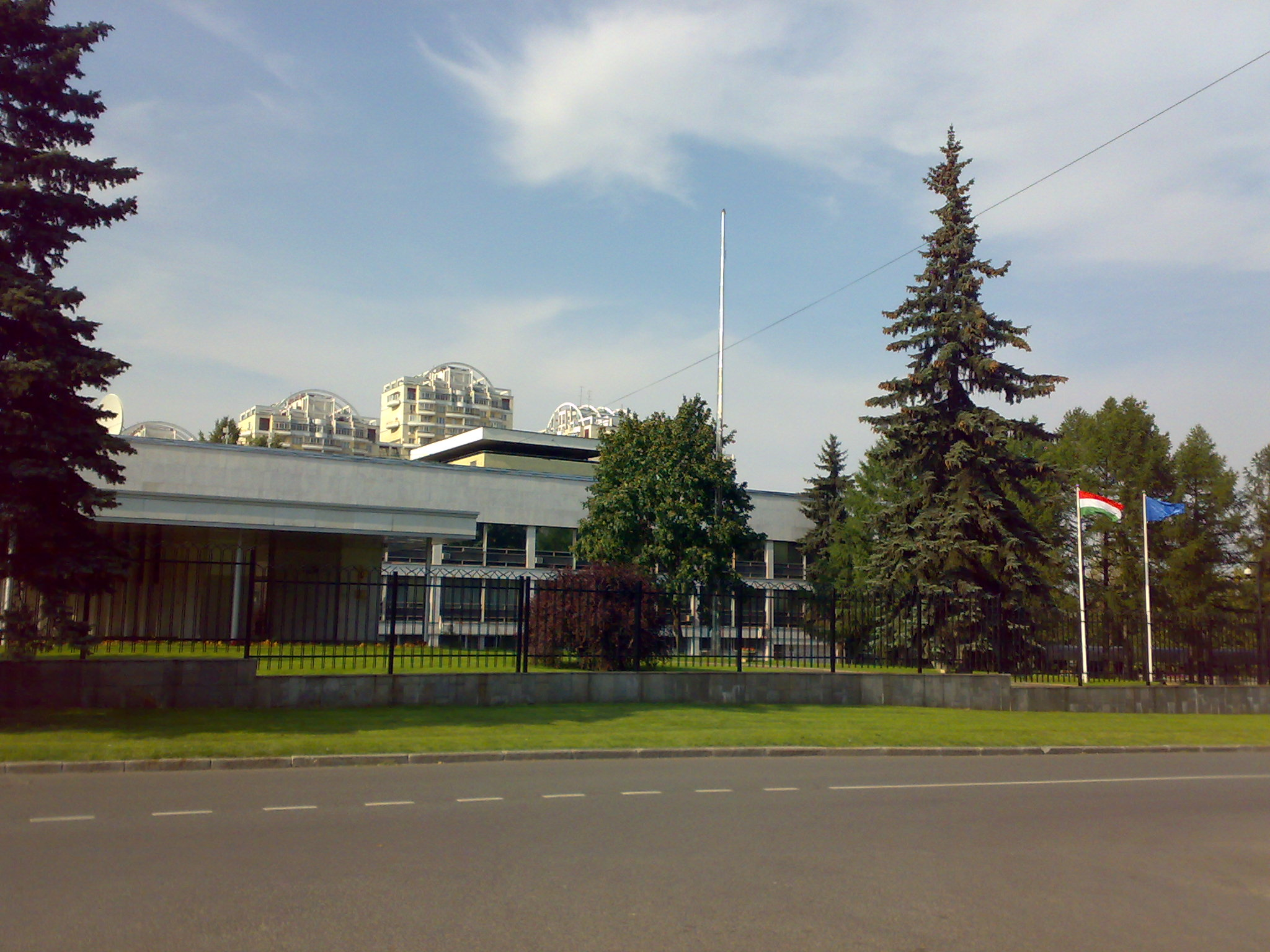
Magyarország moszkvai nagykövetsége

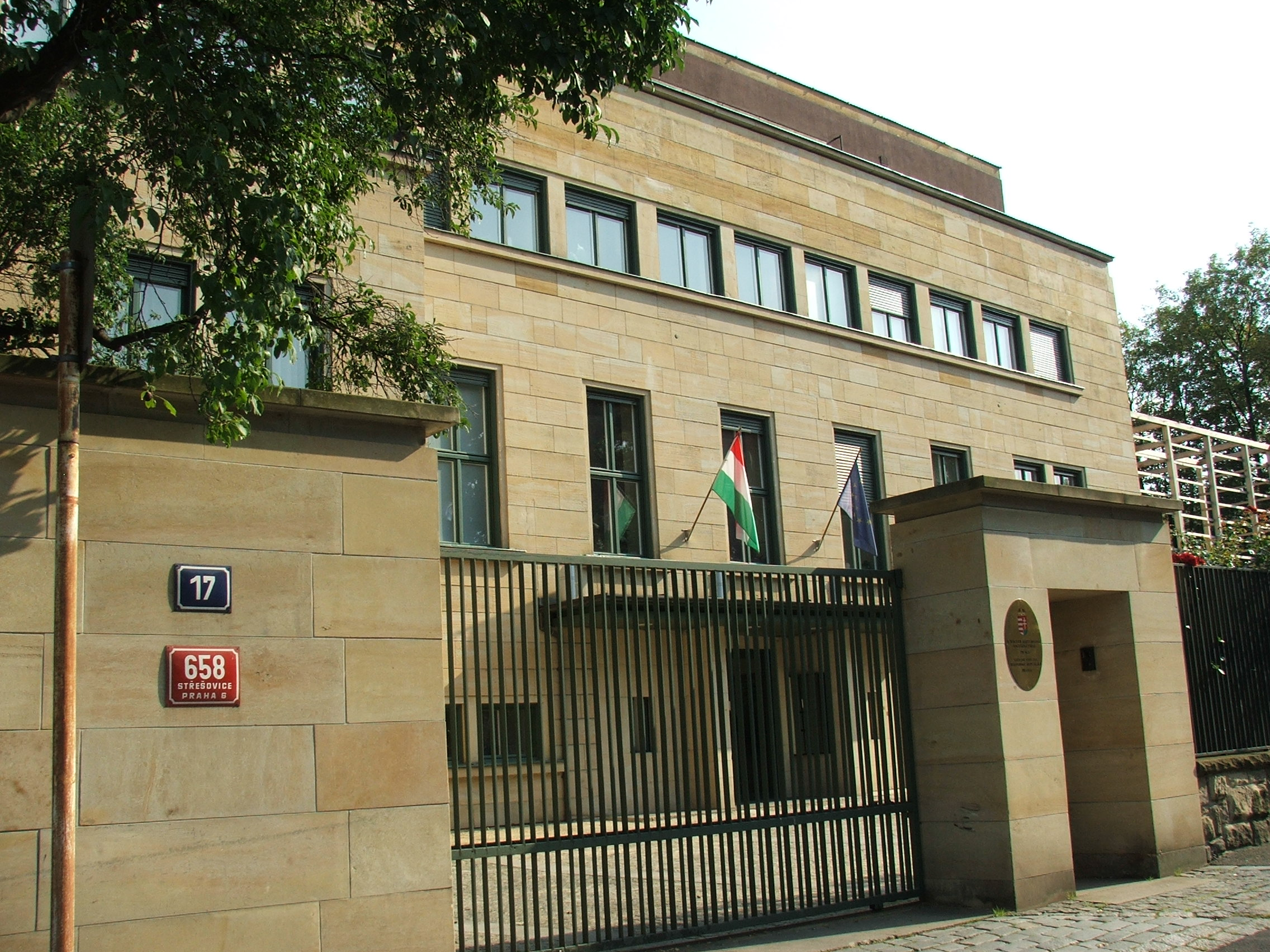
Magyarország prágai nagykövetsége

- Albánia, Tirana: nagykövetség
- Apostoli Szentszék, Vatikán: nagykövetség
- Ausztria, Bécs: nagykövetség
  - Innsbruck: főkonzulátus
- Ausztria, Bécs: állandó képviselet az EBESZ, ENSZ, és más bécsi nemzetközi szervezet mellett.
- Belgium, Brüsszel: nagykövetség
- Belgium, Brüsszel: Magyarország Állandó Képviselete az Európai Unió mellett
- Belgium, Brüsszel: Magyarország Állandó Képviselete a NATO mellett
- Bosznia-Hercegovina, Szarajevó: nagykövetség
- Bulgária, Szófia: nagykövetség
- Csehország, Prága: nagykövetség
- Dánia, Koppenhága: nagykövetség
- Egyesült Királyság, London: nagykövetség
  - Edinburgh: főkonzulátus
  - Manchester: főkonzulátus
- Észak-Macedónia, Szkopje: nagykövetség
- Észtország, Tallinn: nagykövetség
- Fehéroroszország, Minszk: nagykövetség
- Finnország, Helsinki: nagykövetség
- Franciaország, Párizs: nagykövetség
- Görögország, Athén: nagykövetség
- Hollandia, Hága: nagykövetség
- Horvátország, Zágráb: nagykövetség
- Írország, Dublin: nagykövetség
- Koszovó, Pristina: nagykövetség
- Lengyelország, Varsó: nagykövetség
  - Gdańsk: főkonzulátus(wd)
  - Krakkó: főkonzulátus
  - Wrocław: alkonzulátus
- Lettország, Riga: nagykövetség
- Litvánia, Vilnius: nagykövetség
- Moldova, Chișinău: nagykövetség
- Montenegró, Podgorica: nagykövetség
- Németország, Berlin: nagykövetség
  - Düsseldorf: főkonzulátus[2]
  - München: főkonzulátus
  - Stuttgart: főkonzulátus[3]
- Norvégia, Oslo: nagykövetség
- Olaszország, Róma: nagykövetség
  - Milánó: főkonzulátus
- Oroszország, Moszkva: nagykövetség
  - Jekatyerinburg: főkonzulátus
  - Kazany: főkonzulátus
  - Szentpétervár: főkonzulátus
- Portugália, Lisszabon: nagykövetség
- Románia, Bukarest: nagykövetség
  - Csíkszereda: főkonzulátus
  - Kolozsvár: főkonzulátus
- Spanyolország, Madrid: nagykövetség
  - Barcelona: főkonzulátus
- Svájc, Bern: nagykövetség
  - Genf: konzulátus
- Svájc, Genf: Magyarország Állandó ENSZ és WTO képviselete
- Svédország, Stockholm: nagykövetség
- Szerbia, Belgrád: nagykövetség
- Szlovákia, Pozsony: nagykövetség
  - Kassa: főkonzulátus
- Szlovénia, Ljubljana: nagykövetség
- Ukrajna, Kijev: nagykövetség
  - Ungvár: főkonzulátus
  - Beregszász: konzulátus

## Afrika
- Algéria, Algír: nagykövetség
- Angola, Luanda: nagykövetség
- Dél-afrikai Köztársaság, Pretoria: nagykövetség
- Egyiptom, Kairó: nagykövetség

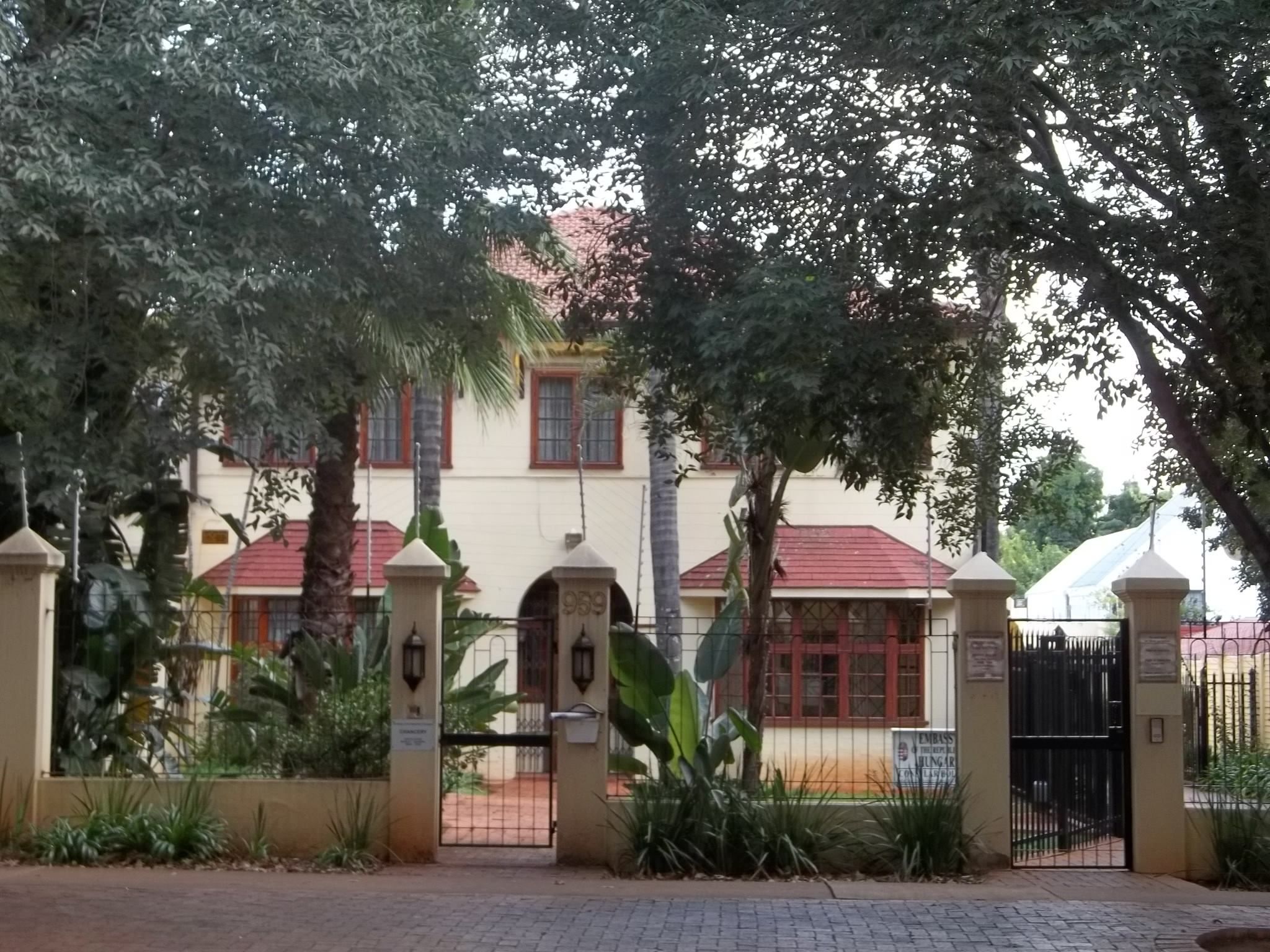
Magyarország pretoriai nagykövetsége

- Etiópia, Addisz-Abeba: nagykövetség
- Ghána, Accra: nagykövetség
- Kenya, Nairobi: nagykövetség
- Líbia, Tripoli: nagykövetség
- Marokkó, Rabat: nagykövetség
- Nigéria, Abuja: nagykövetség
- Tunézia, Tunisz: nagykövetség

## Amerika

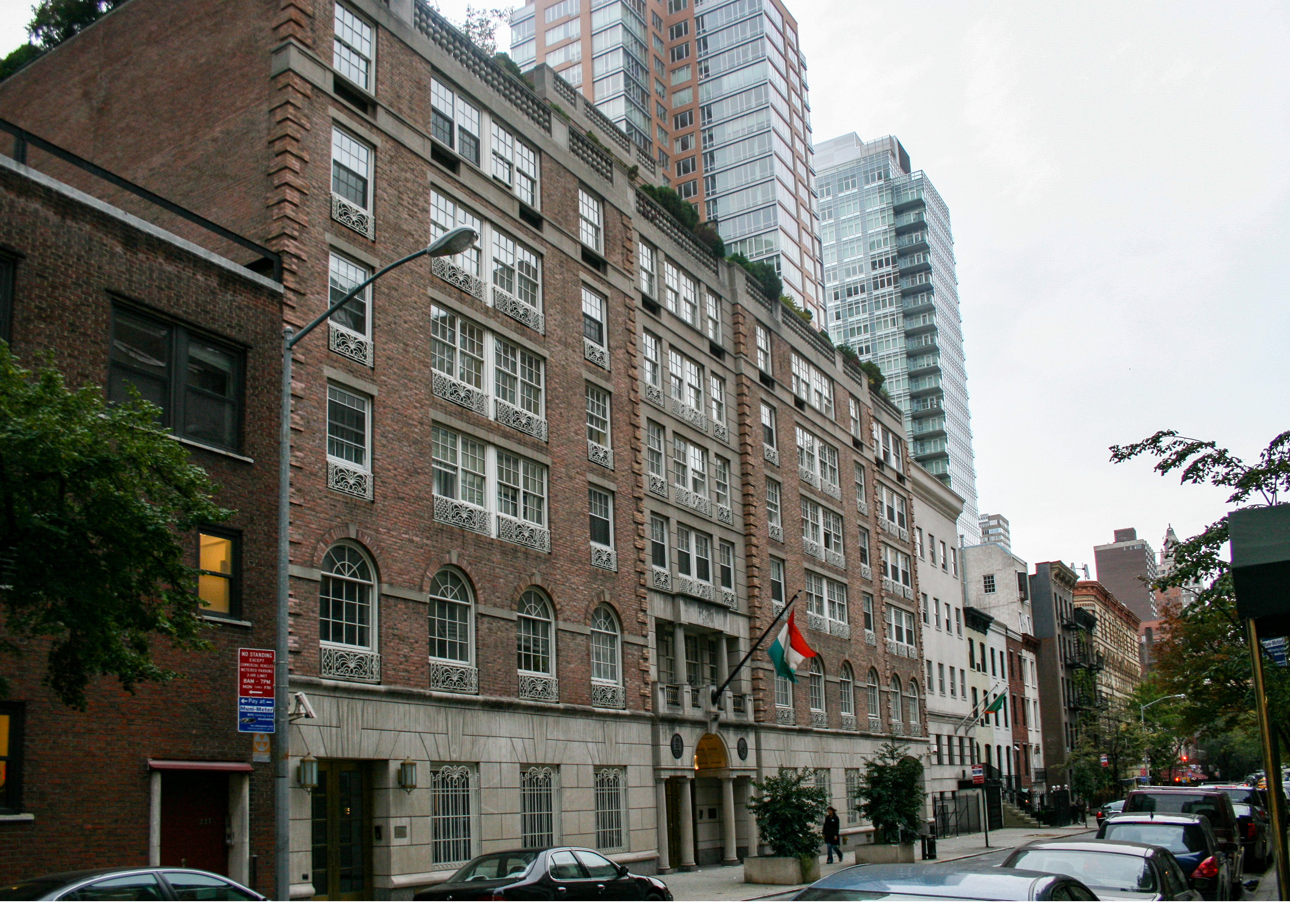
Magyarország New York-i ENSZ-képviseletének és főkonzulátusának közös épülete

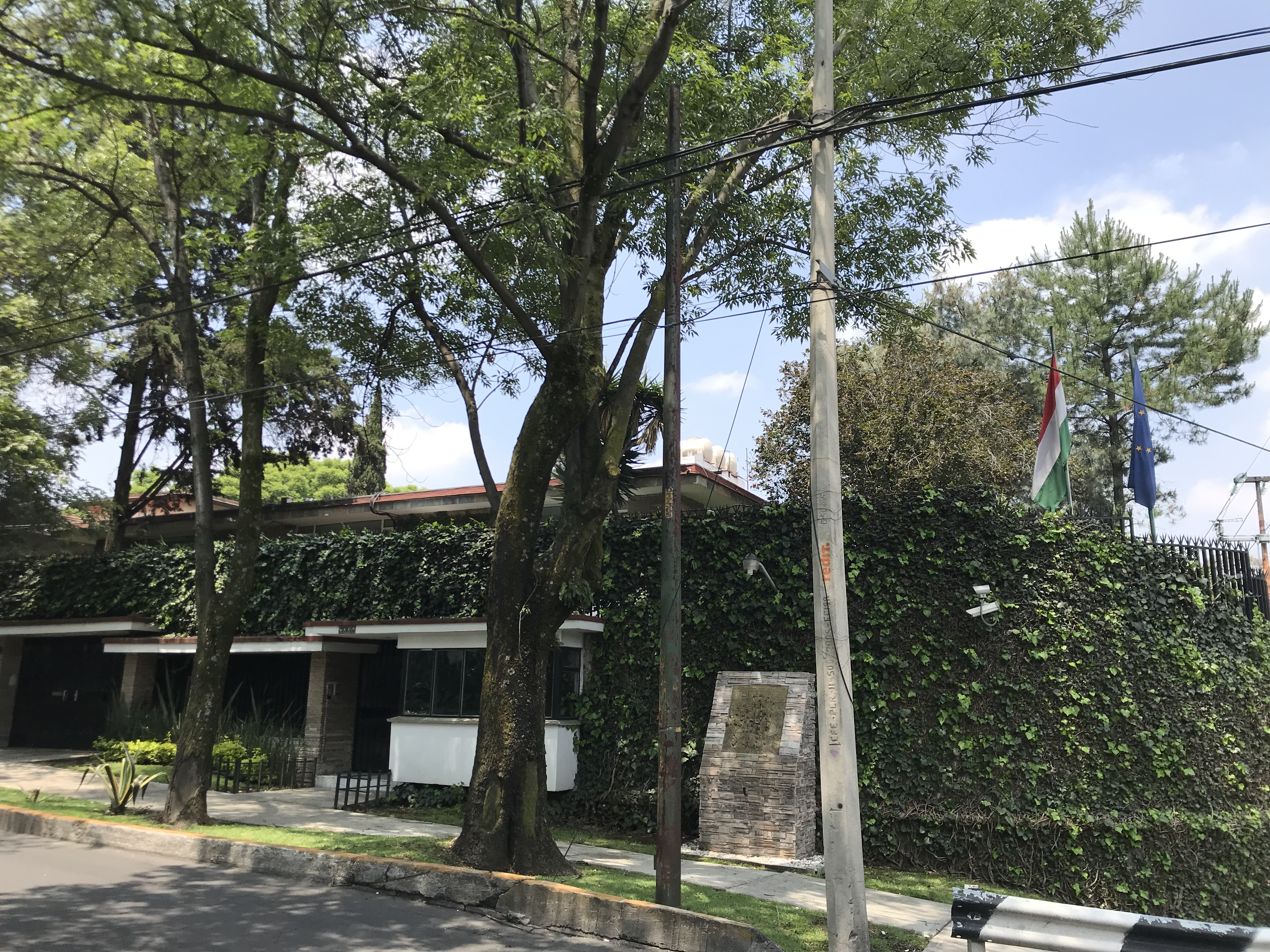
Magyarország mexikóvárosi nagykövetsége

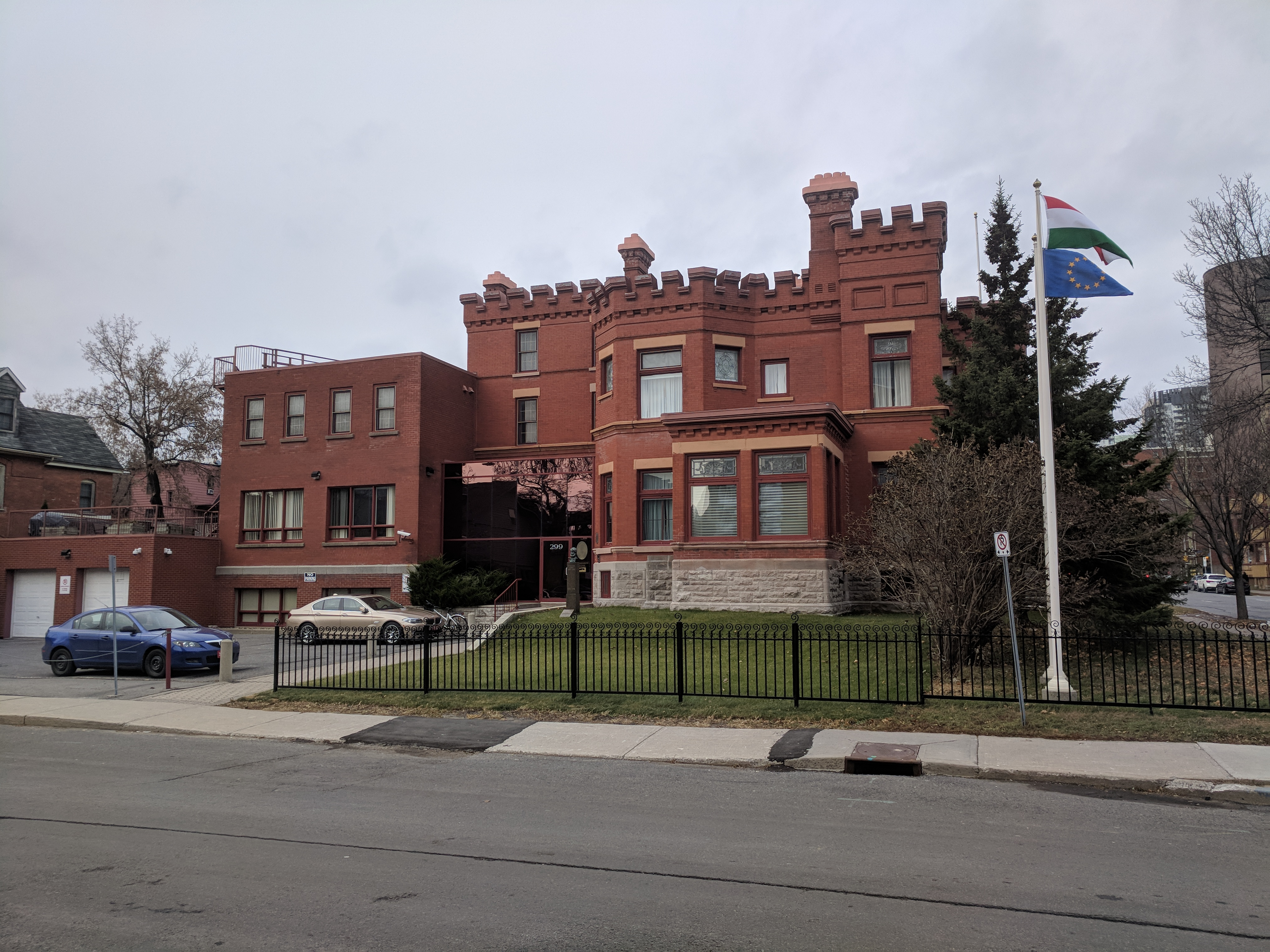
Magyarország ottawai nagykövetsége

- Amerikai Egyesült Államok, Washington: nagykövetség
  - Chicago: főkonzulátus
  - Houston: alkonzulátus
  - Los Angeles: főkonzulátus
  - Miami: alkonzulátus
  - New York: ENSZ-képviselet
  - New York: főkonzulátus
- Argentína, Buenos Aires: nagykövetség
- Brazília, Brazíliaváros: nagykövetség, 
  - São Paulo: főkonzulátus
- Chile, Santiago de Chile: nagykövetség
- Ecuador, Quito: nagykövetség
- Kanada, Ottawa: nagykövetség
  - Toronto: főkonzulátus
  - Vancouver: alkonzulátus
- Kolumbia, Bogotá: nagykövetség
- Kuba, Havanna: nagykövetség
- Mexikó, Mexikóváros: nagykövetség
- Peru, Lima: nagykövetség

## Ázsia
- Azerbajdzsán, Baku: nagykövetség
- Dél-Korea, Szöul: nagykövetség
- Fülöp-szigetek, Manila: nagykövetség
- Grúzia, Tbiliszi: nagykövetség
- India, Delhi: nagykövetség
  - Mumbai: főkonzulátus[4]
- Indonézia, Jakarta: nagykövetség
- Irán, Teherán: nagykövetség
- Irak, Bagdad: nagykövetség
  - Erbíl: főkonzulátus[5]
- Izrael, Tel-Aviv: nagykövetség
- Japán, Tokió: nagykövetség
- Jordánia, Ammán: nagykövetség
- Katar, Doha: nagykövetség

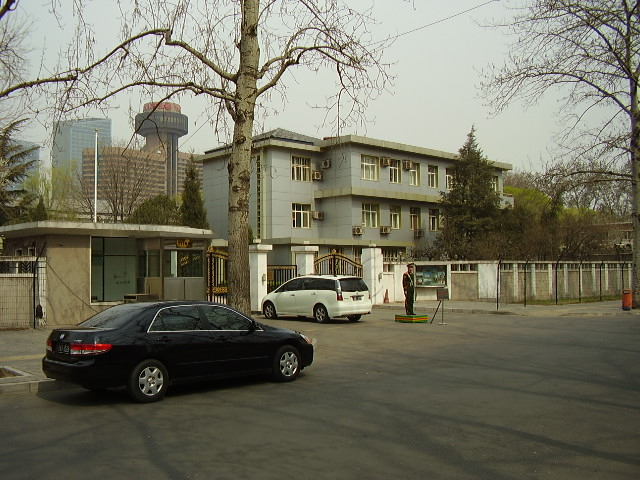
Magyarország pekingi nagykövetsége

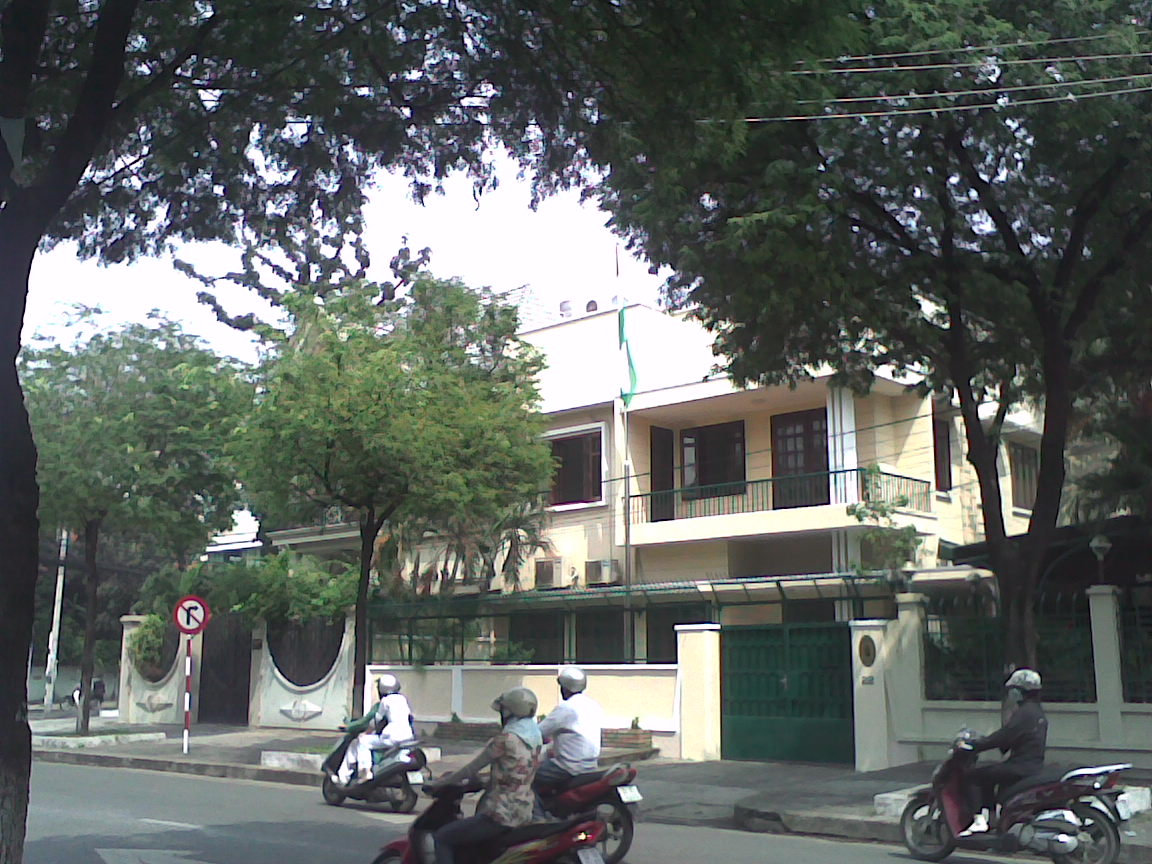
Ho Si Minh-városi magyar főkonzulátus

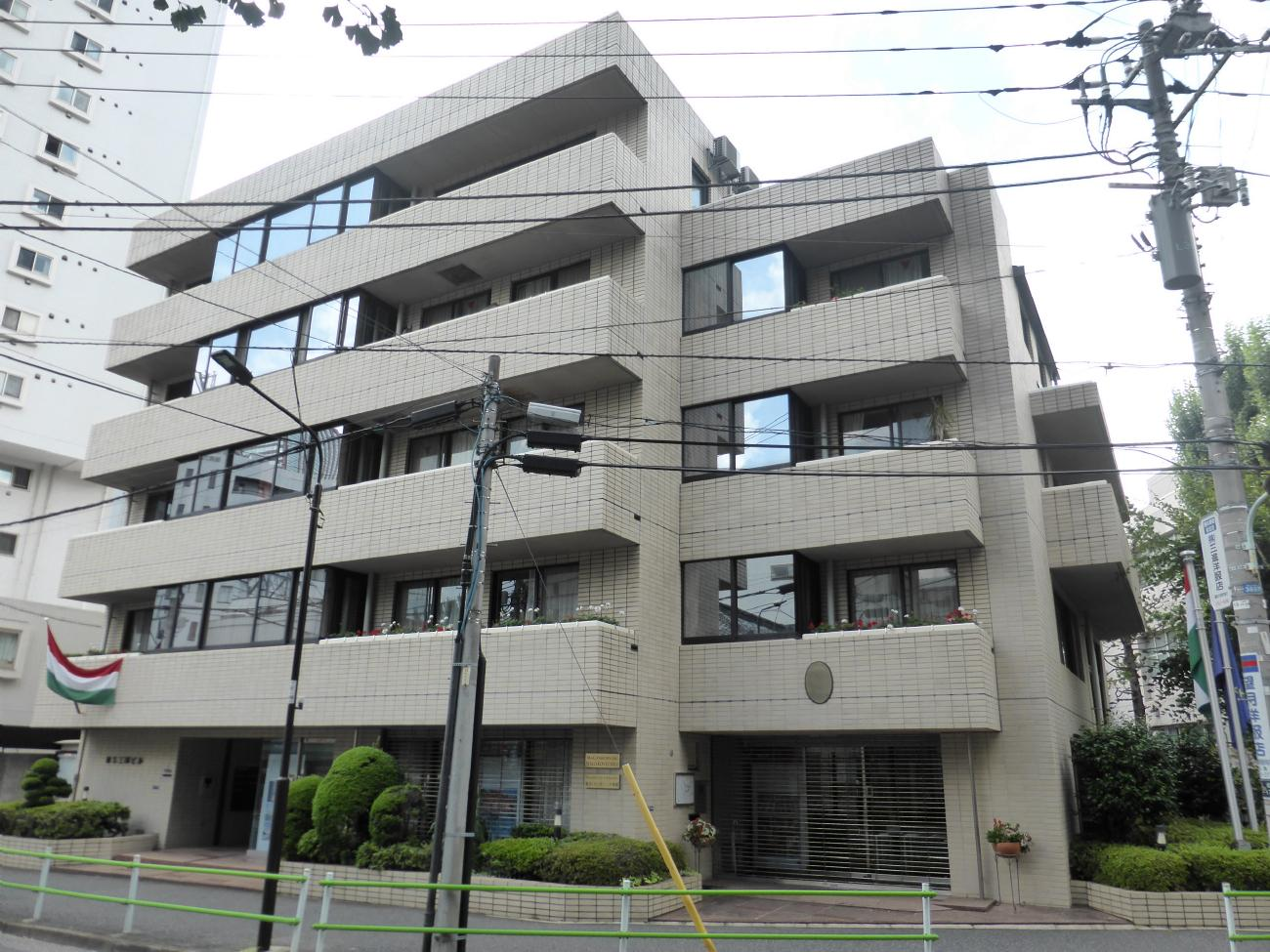
Magyarország tokiói nagykövetsége

- Kazahsztán, Nur-Szultan: nagykövetség
  - Almati: főkonzulátus
- Kína, Peking: nagykövetség
  - Csungking: főkonzulátus
  - Hongkong: főkonzulátus
  - Sanghaj: főkonzulátus
- Kirgizisztán, Biskek: nagykövetség
- Kuvait, Kuvaitváros: nagykövetség
- Libanon, Bejrút: nagykövetség
- Malajzia, Kuala Lumpur: nagykövetség
- Mongólia, Ulánbátor: nagykövetség
- Oroszország, Moszkva: nagykövetség
  - Jekatyerinburg: főkonzulátus
  - Kazany: főkonzulátus
  - Szentpétervár: főkonzulátus
- Pakisztán, Iszlámábád: nagykövetség
- Palesztina, Rámalláh: képviseleti iroda
- Szaúd-Arábia, Rijád: nagykövetség
- Szingapúr, Szingapúr: nagykövetség
- Thaiföld, Bangkok: nagykövetség
- Törökország, Ankara: nagykövetség
  - Isztambul: főkonzulátus
- Egyesült Arab Emírségek, Abu-Dzabi: nagykövetség
- Üzbegisztán, Taskent: nagykövetség
- Vietnám, Hanoi: nagykövetség
  - Ho Si Minh-város: főkonzulátus

### Felfüggesztett tevékenység
- 2012. december 5. óta:  Szíria, Damaszkusz: nagykövetség[6]

## Ausztrália és Óceánia
- Ausztrália, Canberra: nagykövetség
  - Melbourne: konzuli hivatal
- Új-Zéland, Wellington: nagykövetség